# Thượng viện (Cameroon)
Thượng viện Cameroon là thượng viện của Nghị viện Cameroon.

## Lịch sử
Thượng viện được thành lập năm 1996 sau khi sửa đổi hiến pháp tạo ra thượng viện. Tuy nhiên, quyền triệu tập Đại học bầu cử và kêu gọi bầu cử Thượng viện vẫn thuộc về Tổng thống. Tổng thống Paul Biya đã chọn không làm như vậy cho đến khi ông ký sắc lệnh 2013/056 vào ngày 27 tháng 2 năm 2013, lấy ngày 14 tháng 4 là ngày bầu cử.
Hệ thống bầu cử 
Thượng viện có 100 ghế, trong đó 70 ghế được bầu và 30 do Tổng thống bổ nhiệm, mỗi vùng có 10 Thượng nghị sĩ. Các ghế được bầu được bầu bởi 10.636 thành viên của 360 hội đồng thành phố.
Cuộc bầu cử vào Thượng viện được tổ chức lần đầu tiên vào ngày 14 tháng 4 năm 2013. Marcel Niat Njifenji được bầu làm Chủ tịch Thượng viện vào ngày 12 tháng 6 năm 2013. Chủ tịch Thượng viện là người kế nhiệm được chỉ định theo hiến pháp của Tổng thống Cộng hòa tại trường hợp của một vị trí tuyển dụng trong văn phòng sau.

## Nhiệm vụ
Thượng viện đại diện cho các cộng đồng lãnh thổ phi tập trung (xã và khu vực). Nhiệm vụ của Thượng viện là thông qua luật pháp, sửa đổi hoặc từ chối các văn bản được đệ trình để xem xét. Hơn nữa, đoạn 2 của khoản 4 Điều 6 của Luật số 2008/001 ngày 14 tháng 4 năm 2008 sửa đổi và bổ sung Luật Hiến pháp ngày 16 tháng 1 năm 1996 giao cho Chủ tịch Thượng viện nhiệm vụ thực hiện tạm thời Tổng thống Cộng hòa trong trường hợp bỏ trống chức Tổng thống của Cộng hòa do cái chết, từ chức hoặc trở ngại vĩnh viễn cho đến khi bầu Tổng thống mới của Cộng hòa.